# American Chopper: Senior vs. Junior
American Chopper: Senior vs. Junior è una serie TV-Reality, spin-off della serie originale American Chopper, trasmessa in prima visione negli Stati Uniti da TLC il 12 agosto 2010. La serie racconta la rivalità tra la Orange County Choppers (OCC) di proprietà di Paul Teutul, Sr. e suo figlio Paul Teutul, Jr. proprietario della neonata azienda produttrice di motociclette, la Paul Jr. Designs (PJD). A dicembre 2010 la serie è passata da TLC a Discovery Channel. La seconda stagione è stata trasmessa in anteprima USA da Discovery Channel il 29 agosto 2011. La terza stagione è cominciata il 13 febbraio 2012.. La serie è stata confermata per una quarta stagione che andrà in onda, in prima visione USA, dall'autunno 2012.

## Episodi
Sono state realizzate tre stagioni, trasmesse in prima visione USA da TLC (la prima metà della prima stagione) e Discovery Channel (dalla seconda metà della prima stagione in poi). In Italia la prima stagione è stata trasmessa da Discovery Channel nel 2012.
| Stagione         | Episodi | Prima TV USA | Prima TV Italia |
| ---------------- | ------- | ------------ | --------------- |
| Prima stagione   | 18      | 2010         | 2011-2012       |
| Seconda stagione | 23      | 2011         | 2012            |
| Terza stagione   | 14      | 2012         | 2012-2013       |
| Quarta stagione  | 15      | 2012         | 2013            |